# Jarl Forsman
Jarl Forsman (født 6. april 1952) er en dansk skuespiller.
Han blev udlært fra Statens Teaterskole i 1979 og er gennem årene nok blevet mest kendt for at have optrådt i korte eller længerevarende roller i en række tv-serier, såsom En by i provinsen, Matador, Nana (tv-serie), Renters Rente, Kirsebærhaven 89, Fæhår og Harzen, Bryggeren, Strisser på Samsø og Krøniken.

## Filmografi
Han har indtil videre bl.a. medvirket i følgende film:
- Cirkus Casablanca – 1981
- Der er et yndigt land (film) – 1983
- Kurt og Valde – 1983
- Rocking Silver – 1983
- Suzanne og Leonard – 1984
- Lad isbjørnene danse – 1990
- Roser & persille – 1993
- Kun en pige – 1995
- En loppe kan også gø – 1996
- Krummernes Jul − 1996 (julekalender)
- Den blå munk – 1998
- Tempelriddernes skat – 2006
- Erik og Else - The movie - 2013